# چاه آبی ماذربیت شایع
چاه آبی ماذربیت شایع یک منطقهٔ مسکونی در ایران است که در دهستان سرخه واقع شده‌است.